# Clypeobarbus bomokandi
Clypeobarbus bomokandi és una espècie de peix pertanyent a la família dels ciprínids i a l'ordre dels cipriniformes.

## Morfologia
Fa 4,5 cm de llargària màxima. Cap espina i 12 radis tous a l'única aleta dorsal. Cap espina i 8 radis tous a l'aleta anal. 0 espines i 15-16 radis tous a les aletes pectorals. 0 espines i 8-8 radis tous a les aletes pelvianes. Absència d'aleta adiposa. 32 vèrtebres. Presència d'una franja lacrimal ben definida des de l'extrem del musell fins als ulls i de protuberàncies còniques petites sobre la vora del llavi. 2 parells de barbetes sensorials. 26-27 escates a la línia lateral, 1-2 a la base de l'aleta caudal i 12-12 al voltant del peduncle caudal. Totes les escates vorejades amb melanòfors de color negre. Línia lateral completa. Conservat en alcohol, el cos és de color blanc cremós clar amb la pigmentació més intensa al voltant de les escates de la línia lateral.

## Hàbitat i distribució geogràfica
És un peix d'aigua dolça, pelàgic i de clima tropical, el qual es troba a Àfrica: les conques dels rius Congo (incloent-hi el riu Lekoli a la subconca del Likouala), Uele i Luilaka (a la subconca del riu Ruki) a la República del Congo i la República Democràtica del Congo.

## Observacions
És inofensiu per als humans i el seu índex de vulnerabilitat és baix (11 de 100).